# Transplantation (Zeitschrift)
Transplantation ist eine wissenschaftliche Fachzeitschrift, die vom Lippincott Williams&Wilkins-Verlag veröffentlicht wird. Die Zeitschrift ist das offizielle Publikationsorgan der Transplantation Society und erscheint mit 24 Ausgaben im Jahr. Es werden Arbeiten veröffentlicht, die sich mit allen Aspekten der Transplantationsmedizin beschäftigen.
Der Impact Factor lag im Jahr 2014 bei 3,828. Nach der Statistik des ISI Web of Knowledge wird das Journal mit diesem Impact Factor in der Kategorie Chirurgie an 17. Stelle von 198 Zeitschriften, in der Kategorie Immunologie an 43. Stelle von 148 Zeitschriften und in der Kategorie Transplantation an vierter Stelle von 25 Zeitschriften geführt.